# Vjačeslav Ivanov (veslař)
Vjačeslav Nikolajevič Ivanov (rusky Вячеслав Николаевич Иванов; 30. července 1938, Moskva, Sovětský svaz – 5. srpna 2024) byl sovětský veslař.
Na třech olympijských hrách po sobě získal ve skifu zlatou medaili. Zvítězil též na prvním mistrovství světa ve veslování, které se konalo v roce 1962 v Lucernu.